# Aguada San Roque
Aguada San Roque es una localidad ubicada en el departamento Añelo de la provincia del Neuquén, Argentina.
Se encuentra ubicada a 165 km de ciudad de Neuquén y a 65 km de la localidad de Añelo y se puede acceder por la ruta provincial N.º 7. Sus pobladores dispersos se dedican a la cría de ganado menor, ovino y caprino, estos se encuentran asociados con la AFR local, (Asociación de fomento rural). Su sistema administrativo de gobierno funciona con la figura de Comisiones de fomento.
La Comisión de Fomento fue creada el 27 de agosto de 1999, siendo su primera presidenta María Rosa Zúñiga. La institución, que actualmente cuenta con edificio propio, comenzó a funcionar en la Escuela 144.

## Población
Contó con 160 habitantes (Indec, 2010). Para los censos de 2001 y 1991 no fue posible conocer su población por considerarla población rural dispersa. La población se compuso de 86 varones y 74 mujeres, lo que arrojó un índice de masculinidad del 116.22%. En tanto, las viviendas pasaron a ser 92.
Según el censo 2022 se conoció una población dentro del municipio de 233 habitantes y 123 viviendas.Además, el censo dio a conocer datos de su composición poblacional (89 hombres 76 mujeres), población urbana sin población rural dispersa o localidades dispersas en el municipio (165) densidad y área urbana.
| Gráfica de evolución demográfica de Aguada San Roque entre 1991 y 2022 |
|                                                                        |
| Fuente: Censos nacionales del INDEC                                    |